# Feel Special
Feel Special — восьмой мини-альбом южнокорейской гёрл-группы Twice. Был выпущен 23 сентября 2019 года лейблом JYP Entertainment. Альбом состоит из семи треков включая одноимённый ведущий сингл.
Альбом состоит из семи треков, представляющих жанры EDM, хип-хопа и музыки 90-х годов, все участницы Twice участвовали в альбоме в качестве авторов песен. Музыкальные критики высоко оценили выпуск альбома, и мини-альбом стал коммерческим успехом для группы, продажи которой составили более 400 000 копий. Это был их самый продаваемый альбом до выхода их следующего мини-альбома, More & More.

## Предпосылки и релиз
Впервые о предстоящем возвращении группы начали говорить в начале августа 2019 года, и позже стало известно, что Twice приступили к съёмкам видеоклипа для выпуска альбома в сентябре, но окончательная дата ещё не утверждена. 25 августа камбэк был официально подтверждён руководством JYP Entertainment. 28 августа стало известно, что Мина, не принимавшая участие в деятельности группы с июля по состоянию здоровья, приняла участие в съёмках видеоклипа.
С 9 по 17 сентября были представлены сольные тизеры Наён, Чонён, Момо, Саны, Чжихё, Мины, Дахён, Чеён и Цзыюй. 18 сентября был опубликован общий фото-тизер, а на следующий день опубликовали тизер видеоклипа. 21 сентября представили превью новых композиций.
10 сентября был опубликован трек-лист предстоящего альбома, где продюсером одноимённого сингла стал Пак Чин Ён. В альбоме также будет композиция «21:29», где в написании текста принимали участие все участницы группы.
Альбом был выпущен 23 сентября в 18:00 по корейскому времени.

## Список композиций
Информация взята с официального сайта группы.
| №                   | Название                        | Текст песни               | Музыка                                                                              | Аранжировка                                       | Длительность |
| ------------------- | ------------------------------- | ------------------------- | ----------------------------------------------------------------------------------- | ------------------------------------------------- | ------------ |
| 1.                  | «Feel Special»                  | J.Y. Park "The Asiansoul" | J.Y. Park "The Asiansoul" Ollipop Хейли Айткен                                      | Min Lee "collapsedone"                            | 3:27         |
| 2.                  | «Rainbow»                       | Наён                      | Александр Карлссон (JeL) Алексей Викторович (JeL) Михаэла Бориславова Николь Канэйя | Александр Карлссон (JeL) Алексей Викторович (JeL) | 2:58         |
| 3.                  | «Get Loud»                      | Чжихё JQ                  | Миро Маркус Райан Чжун Анна Тимгрен                                                 | Миро Маркус Райан Чжун                            | 3:07         |
| 4.                  | «Trick It»                      | Дахён JQ                  | Мелани Фонтана GG Ramirez Юрек Ройманаки 72                                         | Юрек Ройманаки                                    | 3:14         |
| 5.                  | «Love Foolish»                  | Момо Сим Ын Чжин          | Сим Ын Чжи Versace Louise Frick Sveen                                               | Сим Ын Чжи Versace                                | 3:12         |
| 6.                  | «21:29»                         | Twice                     | Ли Чжу Хён (MonoTree) Sophia pae                                                    | Ли Чжу Хён (MonoTree)                             | 3:37         |
| 7.                  | «Breakthrough» (Korean version) | Оливия Чхве               | Ян Баарс Райан Мьюс Ронни Айкон                                                     | Ян Баарс Райан Мьюс Ронни Айкон                   |              |
| Общая длительность: | Общая длительность:             | Общая длительность:       | Общая длительность:                                                                 | Общая длительность:                               | 22:04        |

## Чарты

### Еженедельный чарт
| Чарт (2019)                              | Высшая позиция |
| ---------------------------------------- | -------------- |
| Франция (SNEP)                           | 35             |
| Япония (Oricon)                          | 3              |
| Япония (Oricon)                          | 2              |
| Япония (Billboard Japan)                 | 13             |
| Шотландия (Scottish Albums Chart)        | 66             |
| Республика Корея (Gaon)                  | 1              |
| Испания (PROMUSICAE)                     | 47             |
| Великобритания (UK Digital Albums Chart) | 42             |
| США (Billboard Top Heatseekers Albums)   | 10             |
| США (Billboard Independent Albums)       | 27             |
| США (Billboard World Albums)             | 6              |

### Годовой итоговый чарт
| Чарты (2019)    | Позиция |
| --------------- | ------- |
| Япония (Oricon) | 50      |

### Итоговый чарт
| Чарты (2019)    | Позиция |
| --------------- | ------- |
| Япония (Oricon) | 50      |

## Сертификация
| Регион                                                       | Сертификация | Продажи  |
| ------------------------------------------------------------ | ------------ | -------- |
| Республика Корея (KMCA)                                      | Платиновый   | 250 000^ |
| * Данные о продажах приведены только на основе сертификации. |              |          |

## Награды и номинации
| Год  | Награда                     | Категория                  | Результат | Ссылка |
| ---- | --------------------------- | -------------------------- | --------- | ------ |
| 2020 | 34-я Golden Disk Awards     | Альбом Бонсан              | Победа    | [ 29 ] |
| 2020 | 34-я Golden Disk Awards     | Альбом Дэсан (Альбом года) | Номинация | [ 29 ] |
| 2020 | 9-я Gaon Chart Music Awards | Альбом Года — 3-я четверть | Номинация |        |

| Критик/Журнал            | Лист                            | Песня          | Ранг | Ссылка |
| ------------------------ | ------------------------------- | -------------- | ---- | ------ |
| MTV                      | Лучший K-pop B-сайд 2019        | «Love Foolish» | 1    | [ 30 ] |
| South China Morning Post | 10 лучших K-pop песен 2019 года | «Feel Special» | 3    | [ 31 ] |

### Музыкальные программы
| Песня                     | Программы        | Дата   | Ссылка |
| ------------------------- | ---------------- | ------ | ------ |
| «Feel Special»            |                  |        |        |
| Show Champion (MBC Music) | 2 октября, 2019  | [ 32 ] |        |
| Show Champion (MBC Music) | 9 октября, 2019  | [ 33 ] |        |
| M Countdown (Mnet)        | 3 октября, 2019  | [ 34 ] |        |
| M Countdown (Mnet)        | 10 октября, 2019 | [ 35 ] |        |
| Music Bank (KBS)          | 4 октября, 2019  | [ 36 ] |        |
| Inkigayo (SBS)            | 6 октября, 2019  | [ 37 ] |        |
| Inkigayo (SBS)            | 13 октября, 2019 | [ 38 ] |        |